# Pac-Mania
Pac-Mania (Japans: パックマニア; Pakku-Mania) is een computerspel dat werd ontwikkeld en uitgebracht door Namco. Het spel kwam in 1987 uit als arcadespel. Hierna volgende versies voor de verschillende homecomputers uit die tijd. Het spel is een variant van het bekende computerspel Pac-Man uit 1980. De speler moet Pac-Man door een doolhof leiden en alle stippen hierbij opeten. In dit spel heeft Pac-Man ook de mogelijkheid om te springen. Sommige tegenstanders kunnen ook springen, waardoor er alsnog een botsing kan ontstaan.

## Platforms
| Jaar | Platform                                                       |
| ---- | -------------------------------------------------------------- |
| 1987 | Arcade                                                         |
| 1988 | Amiga, Amstrad CPC, Atari ST, Commodore 64, MSX 2, ZX Spectrum |
| 1989 | Sharp X68000                                                   |
| 1990 | NES                                                            |
| 1991 | Acorn 32-bit, SEGA Master System, Sega Mega Drive              |
| 2005 | BREW, J2ME                                                     |
| 2009 | Zeebo, Wii Virtual Console                                     |
| 2010 | iOS                                                            |

In 2014 kwam het spel uit voor de PlayStation Network, Xbox Live Arcade, Microsoft Windows via Pac-Man Museum.

## Ontvangst
| Beoordeeld door                | Platform           | Datum            | Score |
| ------------------------------ | ------------------ | ---------------- | ----- |
| Génération 4                   | Atari ST           | december 1988    | 91%   |
| Commodore Force                | Commodore 64       | augustus 1993    | 90%   |
| Mean Machines                  | SEGA Master System | maart 1991       | 90%   |
| Computer and Video Games (CVG) | SEGA Master System | april 1991       | 86%   |
| Power Play                     | Amiga              | januari 1989     | 82%   |
| Power Play                     | Commodore 64       | januari 1989     | 72%   |
| Sega-16.com                    | Sega Mega Drive    | 20 december 2007 | 70%   |
| Power Play                     | SEGA Master System | mei 1991         | 66%   |
| ST/Amiga Format                | Atari ST           | december 1988    | 65%   |
| Gamers (Duitsland)             | Sega Mega Drive    | augustus 1992    | 47%   |